# Android Assault: The Revenge of Bari-Arm
Android Assault: The Revenge of Bari-Arm (Bari-Arm в Японии) — видеоигра в жанре горизонтального скролл-шутера, разработанная компанией Human Entertainment и изданная Big Fun Games в 1994 году эксклюзивно для игровой консоли Sega Mega-CD.
В работе над игрой участвовал известный дизайнер и режиссёр аниме Масами Обари (Masami Obari).

## Игровой процесс
Игрок управляет человекоподобным роботом Bari-Arm, способным трансформроваться в космический истребитель. Трансформация происходит автоматически в определённых уровнях игры.
При отпущенной кнопке заполняется шкала мощной атаки, выполняемая по нажатию кнопки. Вид атаки зависит от текущего оружия.
В любой момент игры игрок может изменить скорость перемещения Bari-Arm в пределах экрана.